# Real Fabbrica d'Armi di Torre Annunziata
Lo Stabilimento militare Spolette di Torre Annunziata è uno stabilimento industriale per la costruzione di armi e componenti di artiglieria. Fondata come Real Fabbrica d'Armi di Torre Annunziata nel 1758 per volontà di Carlo III di Spagna, già re di Napoli e Sicilia, costituiva la maggiore fabbrica per la fornitura militare di armi da fuoco e bianche del regno borbonico. Per il Regio Esercito Italiano e per l'Esercito Italiano, l'attività si specializzò progressivamente in Spolettificio.

## Storia

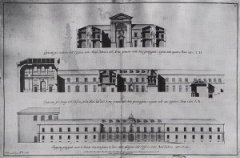
Il progetto di ampliamento della Real Fabbrica

La fondazione della Real Fabbrica d'Armi di Torre Annunziata trae la propria origine dai moti rivoluzionari iniziati il 7 luglio 1647 e capeggiati da Masaniello. Una volta domata la rivolta, il governo vicereale spagnolo si rese conto che la presenza di una polveriera nella cerchia urbana di Napoli era potenzialmente fonte di pericoli. Per questo motivo, si decise di spostare la fabbricazione delle armi e la produzione di polvere da sparo al di fuori della cerchia urbana, e precisamente nella cittadina vesuviana di Torre Annunziata.
La scelta del luogo fu anche condizionata dalla presenza del Fosso del Conte, un canale idraulico che traeva l'acqua dal vicino fiume Sarno e a partire dal quale fu realizzata una rete di canali ad esclusivo uso dell'opificio. La costruzione della fabbrica fu iniziata nel 1652, sotto la reggenza vicereale di Iñigo Vélez de Guevara.
Con l'avvento dei Borbone di Napoli, il luogo ricevette immediata attenzione da parte di Carlo di Borbone, il quale aveva tra i propri obiettivi quello di rendere indipendente militarmente il reame di recente acquisizione. Nel 1757, dunque, egli diede mandato all'architetto Francesco Sabatini di procedere alla ristrutturazione ed all'allargamento del vecchio opificio. La realizzazione dei lavori fu effettuata su disegni di Luigi Vanvitelli e completata, con alcune modifiche rispetto all'impianto originale, da Ferdinando Fuga. La Real Fabbrica iniziò le proprie attività nel 1761 sotto la supervisione di ufficiali dell'esercito delle Due Sicilie, ed il primo comandante fu il tenente colonnello Luca Ricci.
Le operazioni della Real Fabbrica avvenivano di conserva con quelle del Polo siderurgico di Mongiana e delle Ferriere Fieramosca, le quali fornivano le materie prime ed i semilavorati necessari alla fabbricazione delle armi; e si inseriva nel più ampio complesso militare-industriale del Regno delle Due Sicilie, che comprendeva le Officine di Pietrarsa, la Fabbrica di Piastre da Fucile del Reale Albergo dei Poveri di Napoli, il Regio Opificio di Canne Militari di Poggioreale, la Regia Officina de' Piastrinai di Lancusi, la Reale Armeria Privata di Sua Maestà, l'Arsenale di Napoli ed il Regio Arsenale di Palermo. Accanto alle fabbriche di armi, esistevano inoltre numerosi laboratori pirotecnici, tra cui si ricordano il Laboratorio pirotecnico di Castel Nuovo, il Laboratorio pirotecnico di Capua, e quelli siti a Gaeta, Pescara e Posillipo.
Nel corso della propria attività, l'opificio è stato teatro di diversi incidenti, ed in particolare di due esplosioni nel 1851 e 1856, rispettivamente. A seguito di questi eventi, Ferdinando II di Borbone decise nel 1857 di spostare la sede della polveriera da Torre Annunziata a Scafati.
Con l'avvento del Regno d'Italia la fabbrica passò sotto l'amministrazione del Regio Esercito prima e dell'Esercito Italiano poi. Nel 1901 la produzione di armi da fuoco cessò completamente. I suoi ultimi anni come stabilimento militare l'hanno vista assumere nel luglio 1977 la denominazione di "Stabilimento militare del munizionamento terrestre - Divisione spolette"; e nel 1984 quella di "Stabilimento militare Spolette".
Fino al 2023 è stata gestita dall'Agenzia industrie difesa come autodemolizione automezzi dell'Esercito Italiano e forze armate in genere. Il 14 aprile è avvenuto ufficialmente il passaggio di gestione del sito dal Ministero della Difesa al Ministero della Cultura.